# Затор («Доктор Хто»)
Затор (англ. Gridlock) — третій епізод третього сезону поновленого британського науково-фантастичного телесеріалу «Доктор Хто». Уперше транслювався на телеканалі BBC One 14 квітня 2007 року. Сценаристом епізоду був Расселл Ті Девіс, режисер — Річард Кларк.
Події епізоду відбуваються за п'ять мільярдів років у майбутньому на Новій Землі в місті Нью-Нью-Йорку. В епізоді іншопланетний мандрівник у часі Десятий Доктор (грає Девід Теннант) та його супутниця Марта Джонс (грає Фріма Аджимен) знаходять на планеті залишки людства, яке проживає у постійно заблокованій магістралі на нижніх рівнях міста. Після викрадення Марти Доктор намагається її знайти до того, як автомобіль з нею виїде на небезпечне «швидкісне шосе».
Разом з епізодами «Кінець світу» та «Нова Земля» «Затор» складає трилогію та вміщує в собі підказки до сюжетної арки третього сезону. Зйомки епізоду відбувались у вересні та жовтні 2006 року. Більшість епізоду була знята в студії та використовувала велику кількість копм'ютерно згенерованих зображень. Епізод було переглянуто 8,41 мільйонами глядачів у Великій Британії та він отримав переважно позитивні відгуки критиків.

## Сюжет
Десятий Доктор пропонує Марті відвідати іншу планету. Він переносить її в рік п'ять мільярдів п'ятдесят три у темний провулок, і знайомить з Нью-Нью-Йорком, містом Нової Землі. Тим часом Обличчя Бо перебуває у кімнаті з послушницею Хейм. Він просить їй знайти Доктора, поки не пізно.

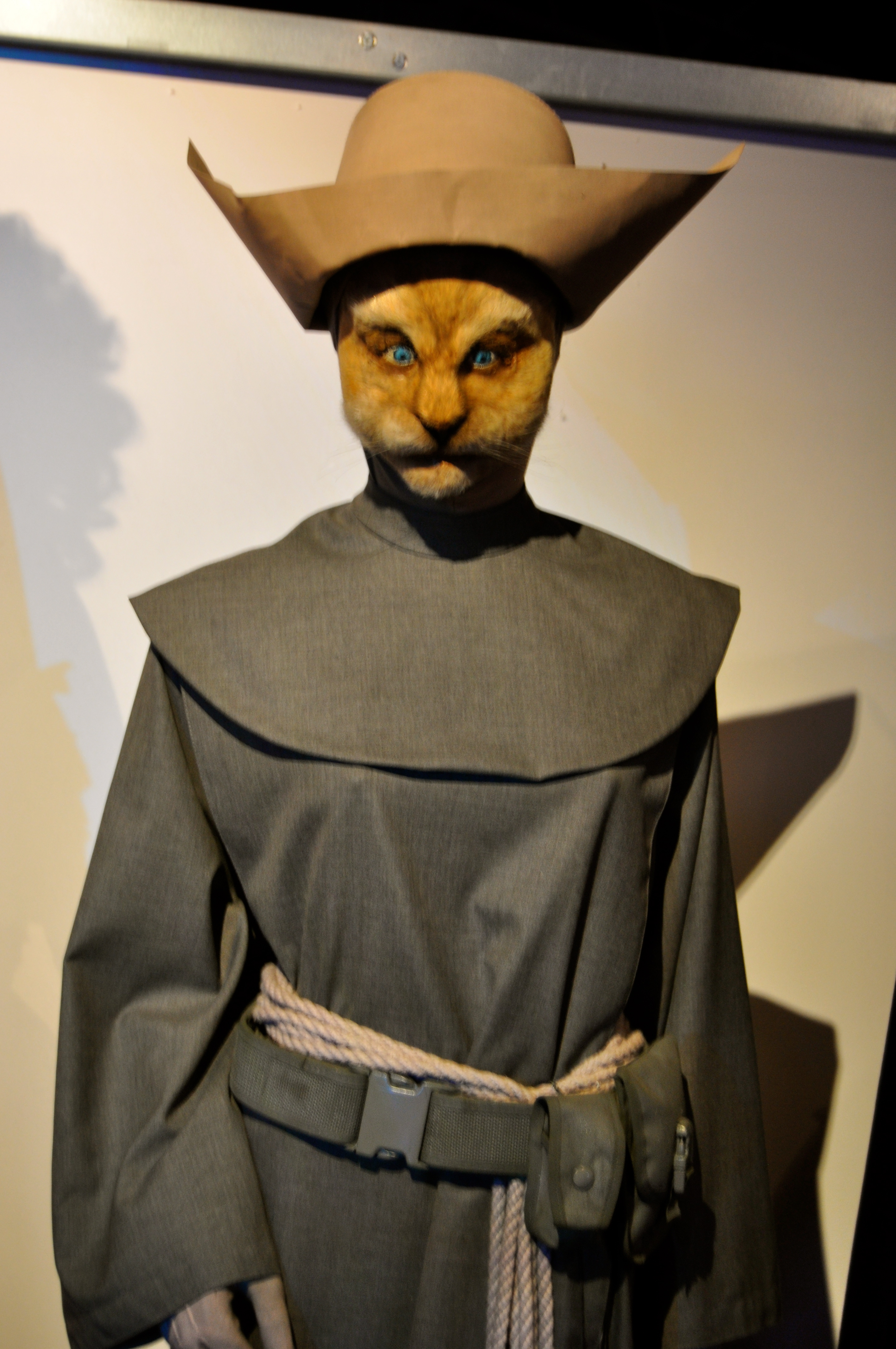
Послушниця Хейм на виставці «Doctor Who Experience»

В провулку, де знаходяться Доктор і Марта, троє фармацевтів відкривають свої крамниці і намагаються продати їм наліпки, які нададуть «настрій», що розлючує Доктора. Несподівано молода озброєна пара схоплює Марту та забирає з собою, втікаючи від Доктора у своєму автомобілі на Магістраль.
Марта прокидається в машині. Її викрадачі представляють себе як Майло та Чін. Майло пояснює, що вони взяли лише Марту, щоб вони могли потрапити на Швидку смугу, яка вимагає трьох дорослих пасажирів. Доктор знаходить Магістраль, де бачить тисячі летючих автомобілів у заторі. Людина-кішка запрошує його до свого автомобіля, представляючи себе Томасом Кінкаде Бранніганом та свою дружину Валері із дітьми-кошенятами. Браннігани їдуть вже дванадцять років і проїхали лише п'ять миль. Коли Майло, Чін та Марта прямують до Швидкої смуги, Доктор неуспішно намагається викликати поліцію. Бранніган розмовляє з деякими старими друзями, «сестрами» Кассіні, які знаходять машину з Мартою. Майло, Чін та Марта спускаються на Швидку смугу.
Доктор запитує, чи можуть Бранніган і Валері відвезти його до Швидкої смуги, але вони відмовляються, боячись за безпеку своїх кошенят. Доктор самостійно спускається на Швидку смугу, відкриваючи люк на підлозі автомобіля та потрапляючи до автомобілів на рівнях нижче, в підсумку потрапивши всередину автомобіля на найнижчому рівні перед Швидкою смугою.
Автомобіль Майло та Чін заходить на Швидку смугу. Водій, що знаходиться поруч із ними, просить їх тікати на повільні смуги нагорі, але Майло не вірить у небезпеку, поки не чує крики іншого водія. Послушниця Хейм вломлюється в автомобіль Браннігана, вимагаючи місцезнаходження Доктора.
Доктор на найнижчому рівні виявляє, що на Швидкій смузі мешкають макри. Доктор пояснює водієві, що макри харчуються токсичними газами та раніше побудували імперію, використовуючи людських рабів для видобутку газів, але регресували до тваринного стану. Поки автомобіль Майло та Чін мчить по Швидкій смузі, макри намагаються його знищити. Розуміючи, що світло і рух транспортного засобу приваблюють монстрів, Марта наказує Майло вимкнути живлення. Це спрацьовує, але в них залишається повітря лише на вісім хвилин.

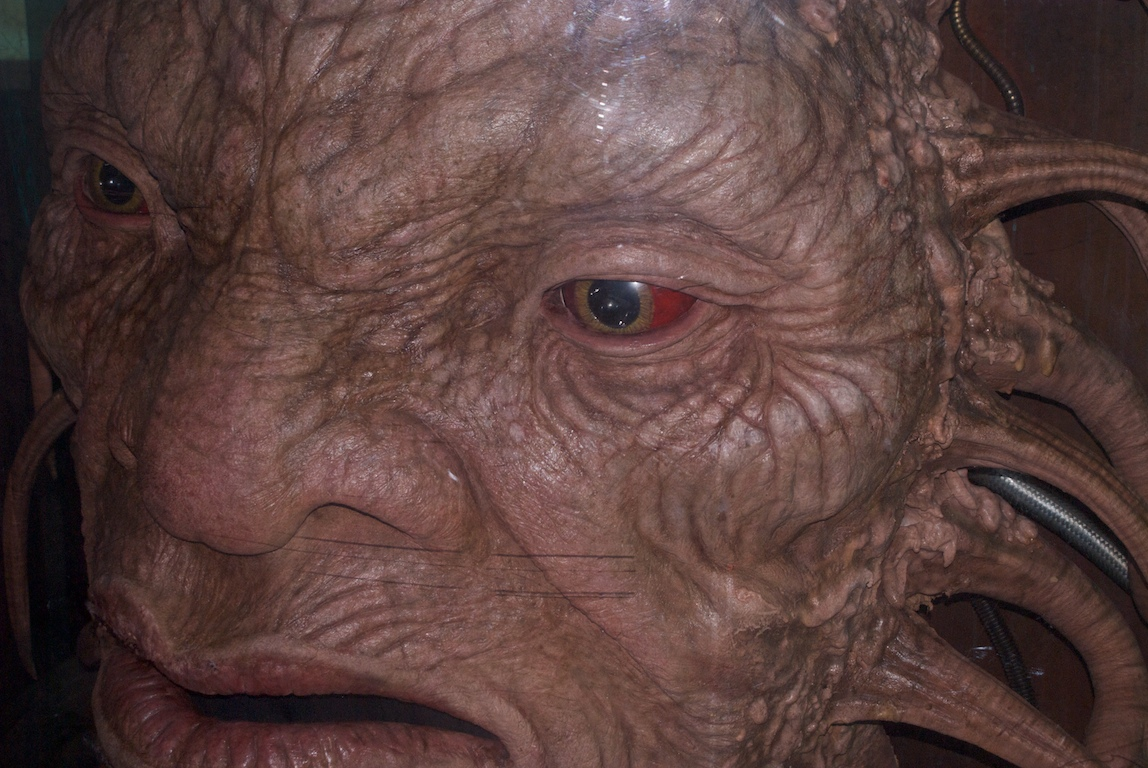
Помираюче Обличчя Бо на виставці «Doctor Who Experience»

Послушниця Хейм добирається до машини з Доктором, проти його волі телепортуючи Доктора до Верхнього міста. Доктор вимагає зустрітися із Сенатом, але Хейм пояснює йому, що вони всередині Сенату. Вона вмикає світло та показує мертві скелети. Сенат та жителі Верхнього міста померли двадцять чотири роки тому від нових наліпок для щастя, до якого всі пристрастилися. Всередині них мутував вірус та потраплив у повітря, вбивши всіх жителів міста та загинувши, коли не було кого заражати. Однак було достатньо часу, щоб ізолювати Нижнє місто та врятувати цим його жителів, які знаходяться в заторі на Магістралі.
Також Хейм пояснює, що її життя захистило Обличчя Бо, яке чекало Доктора увесь цей час. Також воно під'єдналось до електромереж міста, забезпечуючи його основні функції та віддаючи свою життєву енергію. Доктор знаходить Обличчя Бо та запитує, чому вони не звернулися за допомогою до будь-якого з навколишніх світів, але Хейм пояснює, що останнім актом Сенату було визнання Нової Землї небезпечною та активувати карантин на сто років.
Намагаючись допомогти Доктору у відновленні повного енергопостачання міста, обличчя Бо віддає свої останні життєві сили, після чого Доктору вдається відкрити шлюз над Магістраллю. Доктор наказує по телебаченню автомобілістам їхати нагору. Автомобілі на Магістралі злітають до Верхнього міста, відкриваючи цим шлях для порятунку машини Майло від макра. Тим часом скло камери Обличчя Бо тріскається та розбивається. Марта прибуває до будівлі Сенату, де зустрічає вмираюче Обличчя Бо, яке розкинулося на підлозі. Як було обіцяно в епізоді «Нова Земля», Обличчя Бо розповідає Доктору свій великий секрет: перед тим як померти, воно промовляє йому «Запам'ятай, Володарю часу, ти не сам».
Марта та Доктор повертаються до провулку, де фармацевти закрили свої крамниці. Марта запитує, що мало на увазі Обличчя Бо. Доктор неохоче відповідає, що він останній у своєму роді, розповідає про останню Велику війну часу та далеків, а потім описує Галліфрей. В кінці епізоду показано процвітаюче Верхнє місто.

## Знімання епізоду

### Написання сценарію
«Затор» є третьою частиною трилогії разом з епізодами «Кінець світу», «Нова Земля» другого та третього сезону відповідно. Послушниця Хейм та зелений півмісяць, яких можна побачити на наліпках для покращення настрою, раніше з'являлись у епізоді «Нова Земля». Головний сценарист та виконавчий продюсер Расселл Ті Девіс хотів приділяти увагу одному й тому ж світу протягом трьох сезонів для того, щоб зберегти зв'язність сюжету — таке, що є складним для реалізації в «Докторі Хто». Продюсер Філ Коллінсон зазначав, що в «Заторі» показана схильність Девіса писати про «типові» проблеми: події епізоду відбуваються в антиутопічному майбутньому, але також в ньому є сатира над автомобільним затором. В той час, як сюжет епізоду має «темний» зміст, Девіс зобразив, як Доктор перетворює Нью-Нью-Йорк, знімаючи блокування з нижнього рівня та впускаючи туди світло. Девіс також використав гімни, щоби наголосити на почутті надії та об'єднаності серед жителів магістралі. В середині епізоду вони співають «На Голгофській горі» (англ. The Old Rugged Cross), а в кінці — гімн «Перебувай зі Мною» (англ. Abide with Me). В епізоді показане зростання прив'язаності Доктора до Марти: він відчуває себе винним через брехню їй та через те, що він показав їх Нью-Нью-Йорк лише для того, щоби похизуватись, усвідомлюючи, що він сумує за нею після того, як її викрали.
Девіс зазначав, що він засновував багато аспектів Нью-Нью-Йорка на Mega-City One з антологічного коміксу «2000 A. D.», включаючи появу бізнесмена Макса Нормала із серії коміксів «Суддя Дредд». Пронумеровані наліпки для настрою відповідають кількості закодованих контролерів настрою в романі «Тільки людина» Гарета Робертса про Дев'ятого Доктора — Девіс підтверджує, що він був цим натхненний. Характер Саллі Каліпсо був знаком поваги до «Балади Гало Джонса», в якому був подібний персонаж на ім'я Свіфті Фріско. Також в онлайн-коментарі Девіс зазначив, що поява Бреннігана базувалася на «Ратці» — CGI-головою кота, яка була «віртуальним ведучим» програми «Live & Kicking» на телеканалі CBBC на початку 1990-х. Персонажі Ма і Па з початку епізоду засновані на фермерській парі в картині «Американська готика», обидві мають однакові зачіски, окуляри та манери поведінки. Аліса та Мей Кассіні — перша гомосексуальна подружня пара, представлена в «Докторі Хто».
Епізод знаменує собою другу появу великої ракоподібної раси Макра, яка раніше з'явилася у серії епізодів з Другим Доктором «Терор Макра» (1967), яка на даний момент вважається втраченою. У «Заторі» вони регресували з попереднього більш розумного стану. Девіс вважав, що було «мило» повернути сорокарічного монстра, історія про якого зараз відсутня. «Затор» також містить важливі підказки щодо сюжетної арки серіалу, оскільки він розкриває «велику таємницю», яку обіцяло обличчя Бо Доктору в «Новій Землі» — повідомлення «Ти не один». Спочатку смерть обличчя Бо планувалась у епізоді «Нова Земля», але оскільки цей епізод мав ще одну смерть (смерть Кассандри О'Браєн), смерть Бо було відкладено. Значення заключних слів Бо розкривається в епізоді «Утопія», тоді як у епізоді «Останній володар часу» припускається, що справжньою особою обличчя Бо є капітан Джека Гаркнесс (Джон Барроумен).

### Знімання
Епізод «Затор» знаходився у третьому виробничому блоці разом з епізодом «Експеримент Лазаруса». Знімання епізоду відбувалось зі середини вересня до раннього жовтня 2006 року. Даний епізод використовує «одні з найбільших та найскладніших CGI-ефектів у всьому телесеріалі». Магістраль була повністю комп'ютерно згенерованою, окрім однієї сцени автомобіля — це був перший епізод, події якого відбувались у «світі CGI». Вілл Коген, продюсер візуальних ефектів зі студії The Mill розкрив у «Радіо Таймз», що на вигляд Нью-Нью-Йорка вплинули фільми «Той, хто біжить по лезу», «П'ятий елемент» та «Зоряні війни», особливо планета Корусант.
Більшість епізоду була знята у студії Аппер-Боат, зокрема сцени всередині автомобілів. Для цього було використано лише один автомобіль, який заново декорувався для кожного нового автомобіля. Дизайн автомобілів був розроблений таким чином, щоб вони виглядали місцем для життя та містили в собі футуристичні та загальновідомі об'єкти в будинку. Діти Бреннігана та Валері були зіграні справжніми кошенятами, що було складним у реалізації. Знімальна команда проводила чотириденне знімання у автомобілі «шість на шість футів», що Девіс назвав «нічним жахом», тому що камера могла бути повернута на малу кількість кутів, та тільки один член знімальної команди міг одночасно займатися налаштуванням освітлення та реквізитів. Також навколо автомобіля було згенеровано дим, який повинен був змішуватися з комп'ютерно генерованим димом від інших комп'ютерно згенерованих автомобілів. Менший розмір сцени мав допомогти грі акторів, оскільки вони почували би себе незручно у замкненому просторі. Для сцени, в якій Доктор стрибає з машини на машину, була сконструйована нижня сторона машини та підвішена на десять-п'ятнадцять футів над вершиною машини, та з установленим зеленим екраном, щоб отримати якомога більше кутів огляду. Девіс віддав перевагу екшн-сценам, які рухалися вгору і вниз, масштаб яких складно побачити на телеекрані. Храм миру в Кардіффі був місцем знімання для Затьмареного храму, а також телестудії з ведучим новин Саллі Каліпсо. Продюсерський колектив провів два дні, знімаючи там 18 та 19 вересня 2006 року. Найнижчий рівень міста, куди прибувають Доктор та Марта, був знятий на солодівнях у Кардфііській затоці та на паперовій фабриці Елі, які повинні були виглядати старими. Штучний дощ виявився важким для знімання у деяких сценах, оскільки у виробничої команди виникли проблеми з промоканням однієї з бічних стін.

## Трансляція епізоду та відгуки
Епізод транслювався одразу після півфіналу Кубка Англії з футболу між клубами «Манчестер Юнайтед» та «Вотфорд» на телеканалі BBC One. У випадку продовження матчу трансляція епізоду мала бути відкладена до наступного тижня. За нічними оцінками епізод було переглянуто 8 мільйонами глядачів, кількість яких збільшилась до 8,41 млн. за підсумковими оцінками після урахування глядачів у режимі Time Shifted TV. Епізод став другою найбільш переглядуваною телепрограмою тижня на телеканалі BBC One та сьомою загалом. Епізод отримав 85 балів за індексом оцінки.
Тревіс Фікетт з IGN дав епізоду оцінку 8,4 бали з 10, назвавши його «першим значним епізодом» третього сезону. Зокрема він хвалив сатиру над затором та акторську гру Теннанта. Іан Беррімен з SFX зав епізоду оцінку чотири зірки з п'яти, хваливши увагу до деталей реквізитів, поява раси макрів та концепцію затору, водночас відчуваючи наявність пробілів у сюжеті. Також він називав Тревіса Олівера, актора, який грав Майло, «дерев'яним».